# Sandie Clair
Sandie Clair (nascida em 1 de abril de 1988) é uma ciclista francesa. Conquistou seu primeiro título em 2005 no campeonato nacional de pista na categoria Júnior na corrida de velocidade. Qualificou-se para o Campeonato Europeu Júnior em Fiorenzuola, onde venceu a corrida de velocidade e competiu no keirin e 500 m contrarrelógio. Um mês depois, ela ficou em terceiro lugar no Campeonato Mundial Júnior de 500 m.

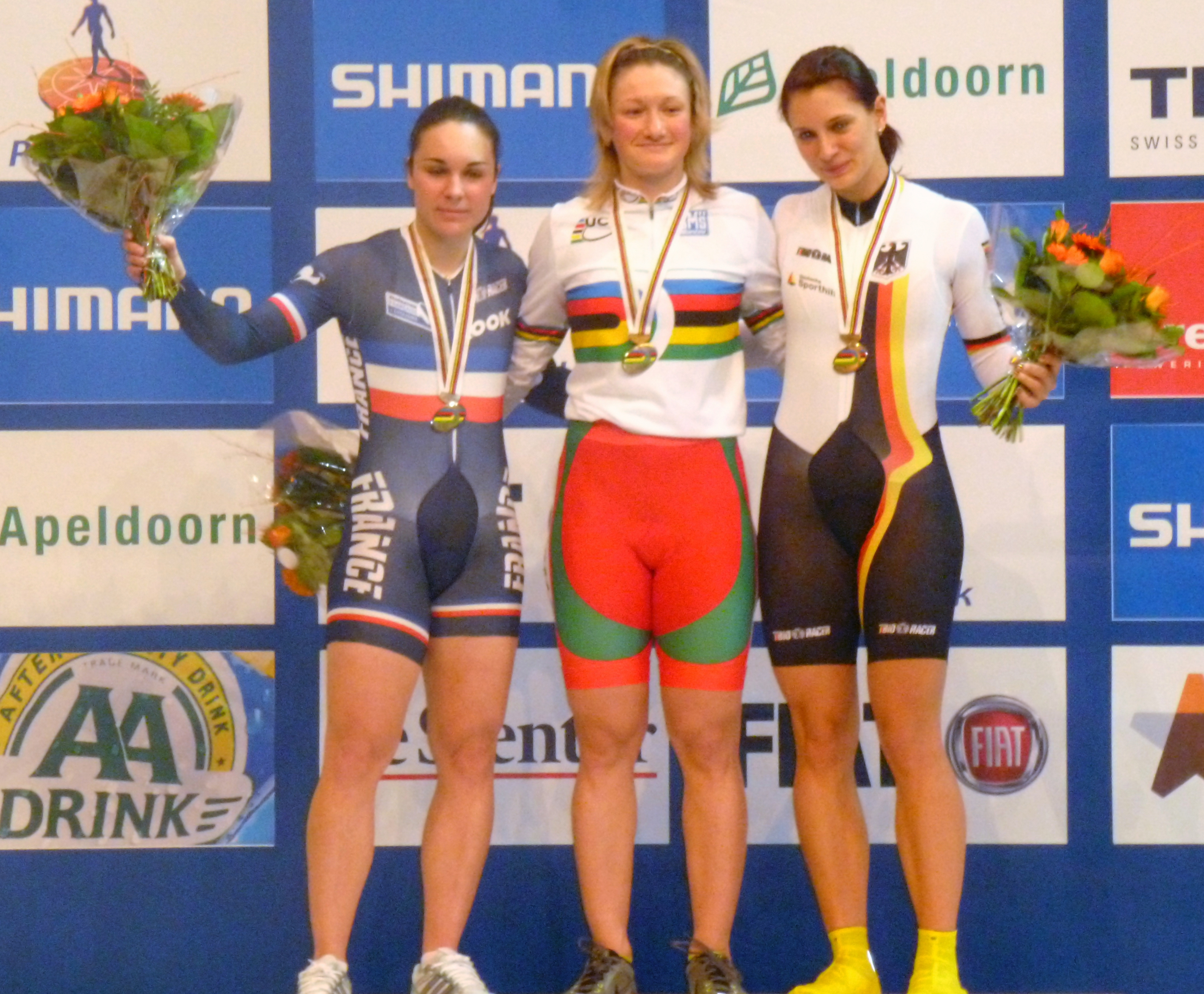
Da esquerda para a direita: Sandie Clair, Olga Panarina e Miriam Welte no pódio da Copa do Mundo UCI de 2011.

Clair conquistou duas medalhas no Campeonato Mundial Júnior em 2006, em seguida, em Gante, Bélgica, venceu o Campeonato Mundial de 500 m e ficou em terceiro lugar na corrida de velocidade.
Ficou em terceiro lugar no Campeonato Mundial de 500 m, disputado em 2008 na cidade de Manchester, no Reino Unido. De 2007 a 2010, Clair conquistou oito títulos em nível de éspoir no Campeonato Europeu, incluindo três na velocidade por equipes com Virginie Cueff.
Em 2010, conquistou quatro medalhas, incluindo tês no Campeonato Europeu, em São Petersburgo, na Rússia. Em novembro do mesmo ano, venceu a corrida de velocidade e velocidade por equipes no Campeonato Europeu de elite em Pruszków, Polônia, competindo na velocidade por equipes com Clara Sanchez.
Representou França nos Jogos Olímpicos de Verão de 2012 em Londres, onde terminou em sexto lugar na prova de velocidade por equipes, juntamente com Cueff.